# Apollinaire Lebas
Pour les articles homonymes, voir Lebas.
Jean-Baptiste Apollinaire Lebas est un ingénieur français né le 13 août 1797 au Luc et mort le 1er janvier 1873 dans le 8e arrondissement de Paris.

## Biographie
De petite stature, polytechnicien, ingénieur de la Marine, il fut chargé de ramener et d'ériger l'obélisque de Louxor sur la place de la Concorde, le 25 octobre 1836, en présence du roi Louis-Philippe Ier. Il utilisa un système de contrepoids et les muscles de 350 artilleurs.
Il fut conservateur du Musée national de la Marine et commandeur de la Légion d'honneur en 1848.
Amateur du jeu de dominos, il faisait partie, au côté d'autres personnalités, du cercle des Dominotiers, créé vers 1838 par le sculpteur Dantan jeune.
Il repose au cimetière parisien du Père-Lachaise,.

## Iconographie
Le sculpteur Jean-Pierre Dantan a réalisé une statue humoristique de Lebas tenant un obélisque. Le rébus classique qui accompagne habituellement ses œuvres, se résume ici, en un bas suspendu à une corde à linge. Cette œuvre fait partie de la célèbre réunion des portraits-charge du musée Carnavalet à Paris.

## Galerie

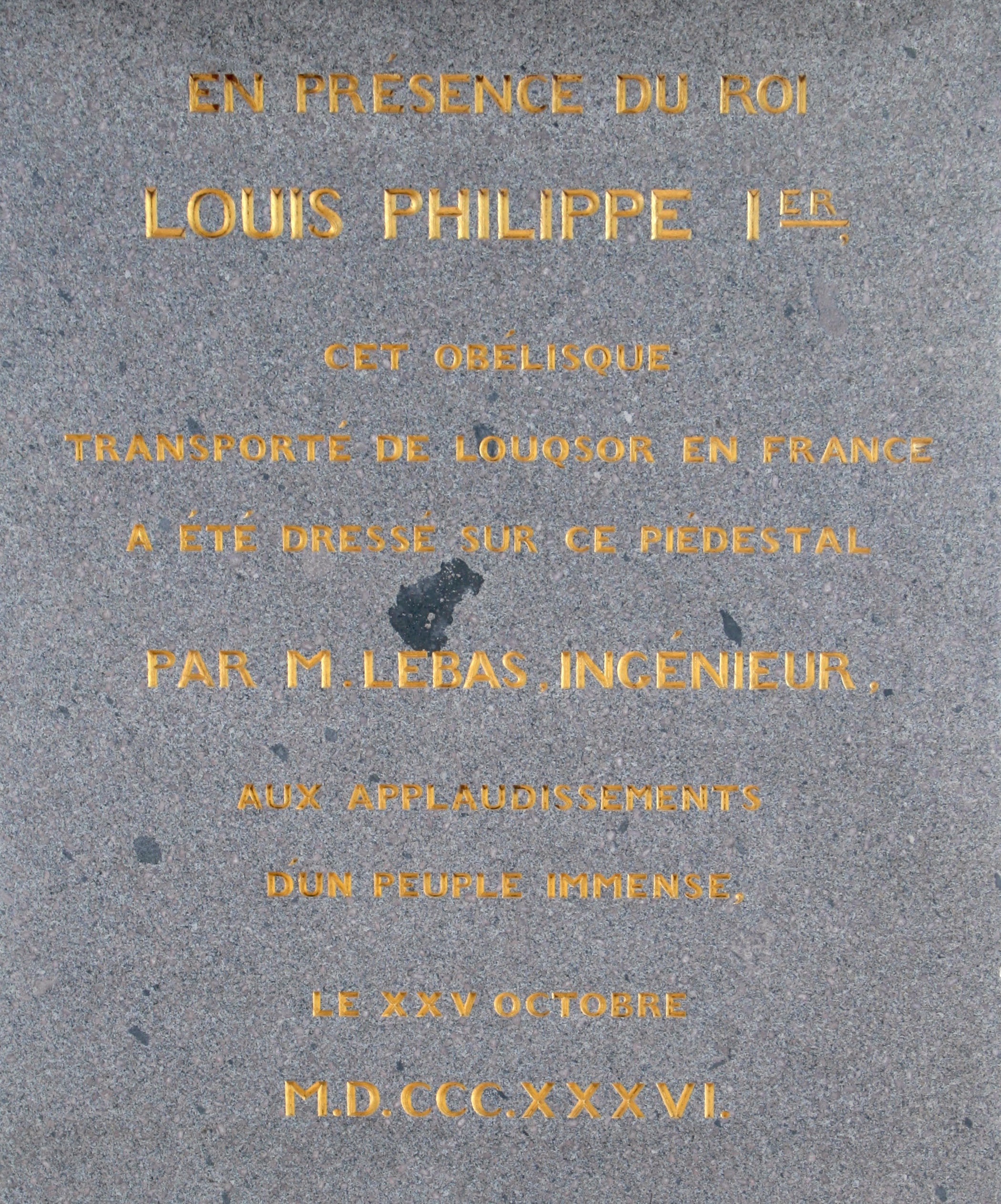
Inscriptions sur l'Obélisque de Louxor
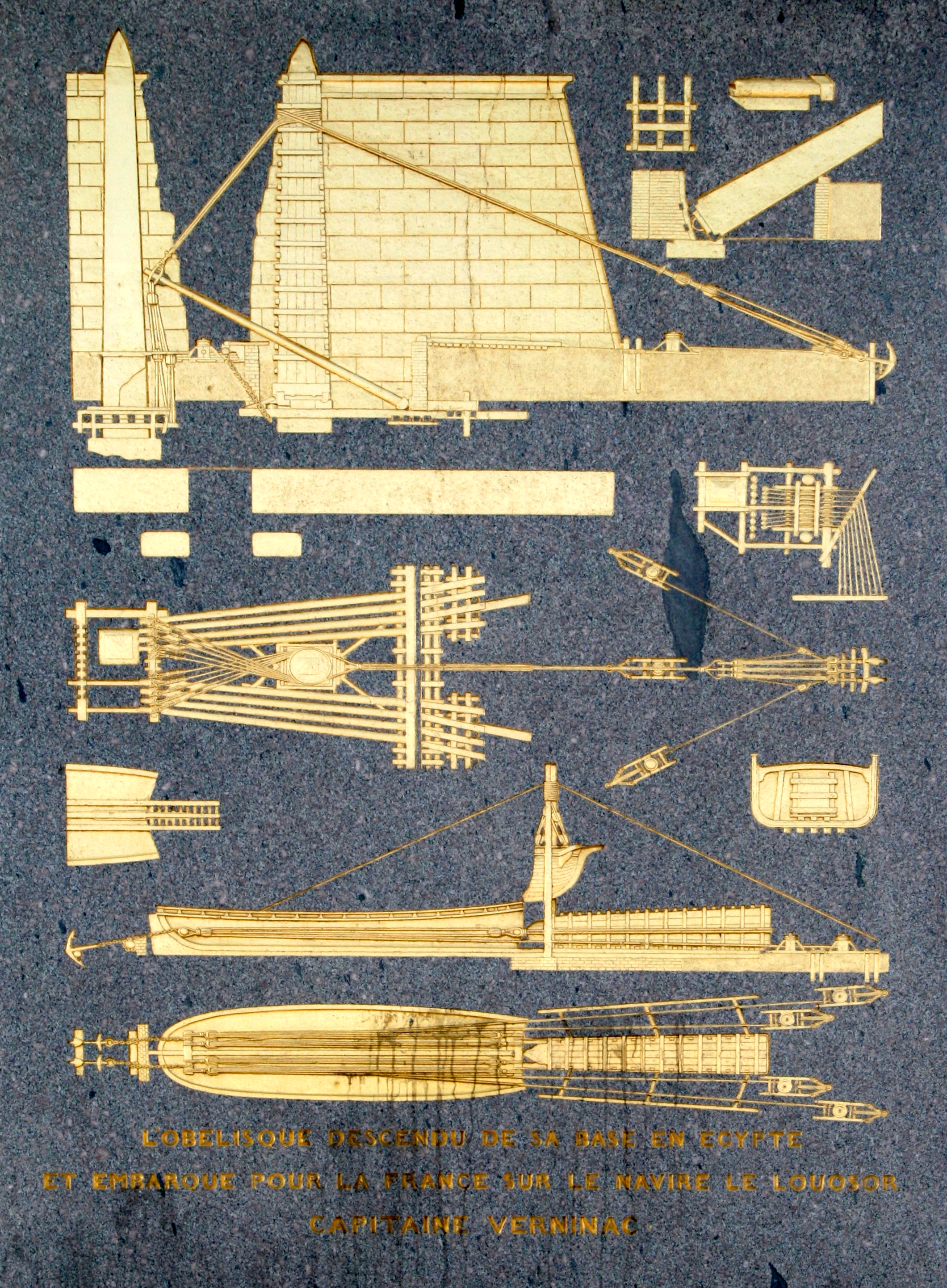
L'obélisque descendu de sa base en Égypte et embarqué pour la France sur le navire le Louxor, capitaine Verninac
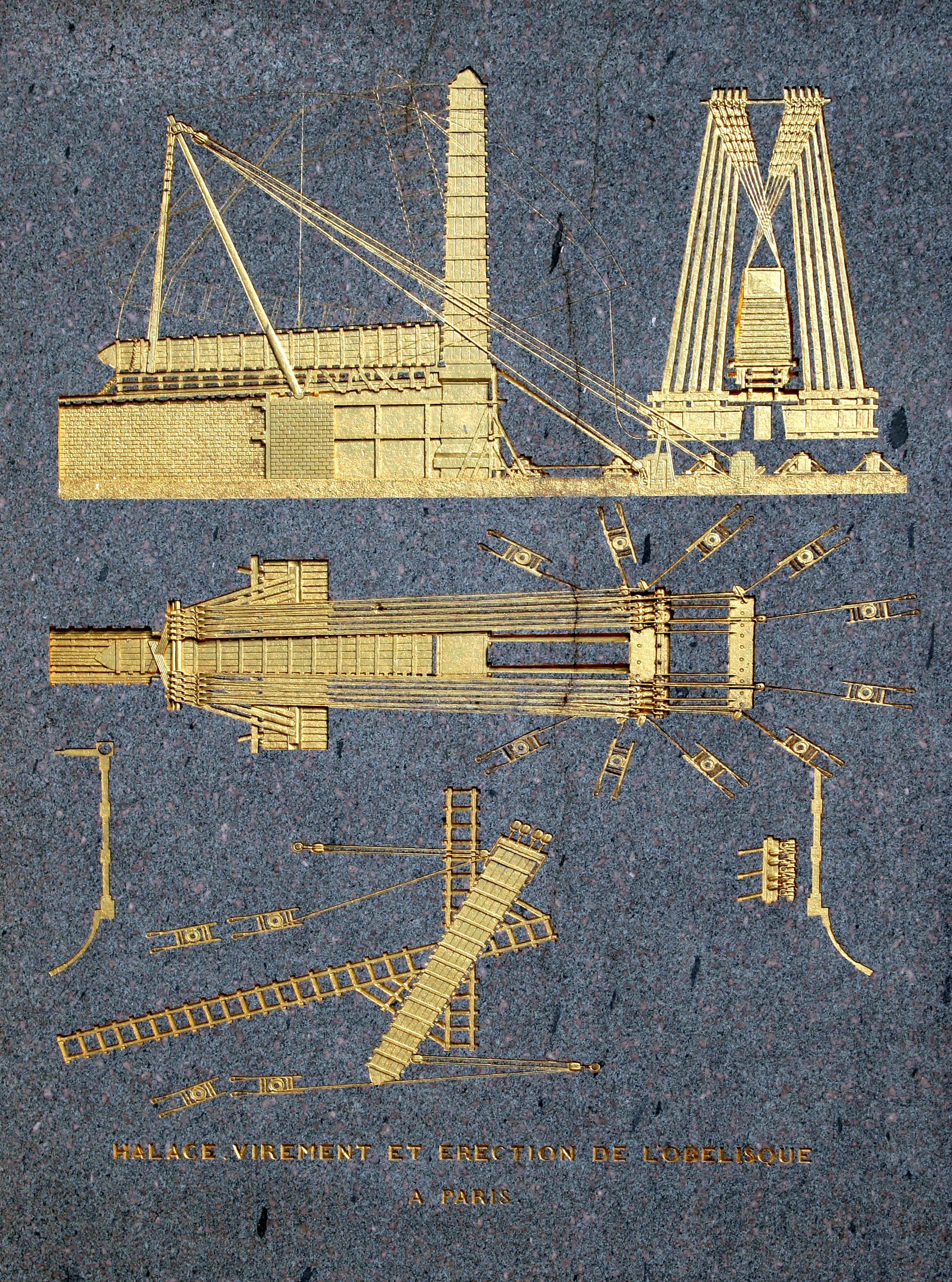
Halage, virement et érection de l'obélisque à Paris
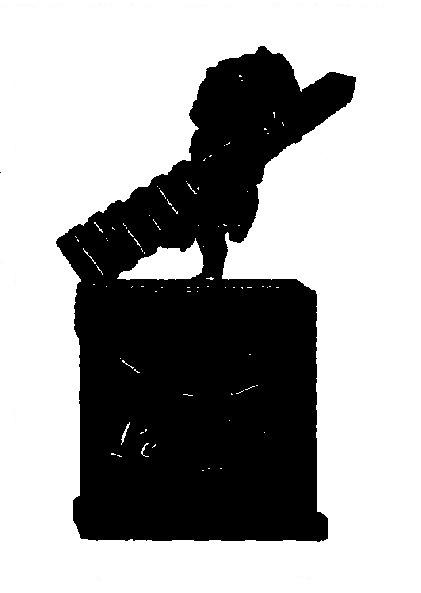
Extrait de l'album des Dominotiers : portrait charge de Lebas[2]. Il est représenté ici par Dantan jeune, portant sous le bras l'obélisque de Louxor.

## Publications
- Jean-Baptiste Apollinaire Lebas, L'Obélisque de Louxor : Histoire de sa translation à Paris, Paris, Carilian-Gœury et veuve Dalmont, 1839, 215 p. (OCLC 457728181, BNF 30758611, lire en ligne)